# Phymacysta tumida
Phymacysta tumida är en insektsart som först beskrevs av Champion 1897.  Phymacysta tumida ingår i släktet Phymacysta och familjen nätskinnbaggar. Inga underarter finns listade i Catalogue of Life.